# بخش وین (شهرستان ماسکینگوم، اوهایو)
بخش وین (به انگلیسی: Wayne Township) یک منطقهٔ مسکونی در ایالات متحده آمریکا است که در شهرستان ماسکینگام، اوهایو واقع شده است. بخش وین ۶۳٫۷ کیلومتر مربع مساحت و ۴٬۴۵۵ نفر جمعیت دارد و ۲۷۳ متر بالاتر از سطح دریا واقع شده است.